# Битва при Птерії
Битва при Птерії — битва, що відбулась 547 року до н. е., між лідійцями та перським військом Кіра Великого.

## Передісторія
552 до н. е. перси під керівництвом царя Кіра II повстали проти влади Мідії, 550 до н. е. перси захопили Мідію, а до 547 року до н. е. – й усі території, що раніше входили до складу Мідійського царства (Парфію, Гірканію та, можливо, Вірменію).
Возвеличення Персії занепокоїло царя Лідії Креза. Він вирішив відрядити своїх послів до всіх відомих оракулів у Греції (Дельфи, Аби, Додона, Амфіарай, Трофоній та Бранхіди) та Єгипті (оракул Амона у Лівії). Після цього Крез почав надсилати дари у Дельфи, сподіваючись задобрити бога Аполлона. Зрештою оракули відповіли царю, що якщо він піде на персів, то повалить велике царство. Також оракули порадили йому укласти союз із наймогутнішим грецьким полісом. Лідійський цар уклав союз з Єгиптом і Вавилоном, а також з одним з наймогутніших грецьких полісів – Спартою.
Завершивши приготування лідійський цар напав на Каппадокію, що раніше входила до складу Мідії. Він форсував прикордонну річку Галіс і захопив Птерію й утаборився там. Кір тим часом зібрав військо та вирушив на Птерію.

## Перебіг битви
Сторони зустрілись поблизу міста Птерія. Як писав Геродот, битва була жорстокою та призвела до загибелі великої кількості воїнів. Разом з тим, жодна зі сторін не змогла домогтись перемоги, тому з настанням ночі противники розійшлись.

## Наслідки
Втрати лідійців були більшими за втрати персів. Тому Крез вирішив відступати до Сардів, щоб підготуватись до нового наступу. Він відрядив послів до своїх союзників, — Єгипту, Вавилону та Спарти — прохання про допомогу, пропонуючи прибути до Сардів за 5 місяців. Лідійський цар думав, що іир одразу не піде у наступ після такої битви, та навіть розпустив найманців.
Кір довідався про це та вирішив перейти у наступ негайно. Він вторгся до Лідії та підійшов до рівнини Тімбре перед стінами Сард. Там відбулась вирішальна битва тієї війни.